# Drosophila nigritarsus
Drosophila nigritarsus är en tvåvingeart som beskrevs av Elmo Hardy 1965. Drosophila nigritarsus ingår i släktet Drosophila och familjen daggflugor.
Artens utbredningsområde är Hawaii.